# Villa Otto
Die Villa Otto bzw. das ehemalige Schwenekes Privat-Lehrinstitut befindet sich in Bremen, Stadtteil Schwachhausen, Ortsteil Bürgerpark, Hollerallee 67 Ecke Parkallee direkt Am Stern. Das Haus entstand 1900 bzw. 1915 nach Plänen von Friedrich Wellermann und Paul Frölich, Bremen. Das Gebäude steht seit 1981 unter Bremer Denkmalschutz.

## Geschichte
Das zweigeschossige mit Giebeln, Loggien und Erkern stark gegliederte Wohnhaus wurde 1900 im Jahrhundertwendestil für den Kunstmaler Wilhelm Otto (1868–1942), und für M. Sosat gebaut. Die Fassade wird geprägt durch die zwei mittleren Giebel im damals auch in Bremen häufigen Schweizerhausstil.
Der Entwurf der bedeutsamen Innenarchitektur erfolgte von Richard Riemerschmid, Bruno Paul und Bernhard Pankok im Zusammenwirken mit den Vereinigten Werkstätten, München.
Heute (2018) wird das Haus als Büro der OGIB Gewerbe-Immobilien-Verwaltungs GmbH und für andere Dienste genutzt.